# Хокејашка лига Немачке
Хокејашка лига Немачке је по рангу највиша лига хокеја на леду у Немачкој.

## Историја
Хокејашка лига Немачке је основана 1994. године. Лига није под контролом Немачког хокејашког савеза. Позната је и као лига са великим бројем америчких и канадских хокејаша.
Највише титула до сада освојио је Ајсберен Берлин (6 титула).

## Клубови у сезони 2010/11.
| Клуб                   | Град      | Основан |
| ---------------------- | --------- | ------- |
| Аугсбург Пантерс       | Аугсбург  | 1878    |
| ХК Ајсберен Берлин     | Берлин    | 1954    |
| ДЕГ Метро Старс        | Диселдорф | 1935    |
| Хамбург Фризерс        | Хамбург   | 2002    |
| Хановер Шкорпионс      | Хановер   | 1975    |
| ЕРК Инголштат          | Инголштат | 1964    |
| Исерлон Рустерс        | Исерлон   | 1959    |
| Келн Хаје              | Келн      | 1972    |
| Крефелд Пингвин        | Крефелд   | 1936    |
| Адлер Манхајм          | Манхајм   | 1938    |
| ЕХЦ Минхен             | Минхен    | 1967    |
| Нирнберг Ајс Тајгерс   | Нирнберг  | 1980    |
| Штраубинг Тајгерс      | Штраубинг | 1948    |
| Гризли Адамс Волфсбург | Волфсбург | 1975    |

## Шампиони
- 1994/95 - Келн Хаје
- 1995/96 - ДЕГ Метро Старс
- 1996/97 - Адлер Манхајм
- 1997/98 - Адлер Манхајм
- 1998/99 - Адлер Манхајм
- 1999/00 - Минхен Баронс
- 2000/01 - Адлер Манхајм
- 2001/02 - Келн Хаје
- 2002/03 - Крефелд Пингвин
- 2003/04 - Франкфурт Лајонс
- 2004/05 - ХК Ајсберен Берлин
- 2005/06 - ХК Ајсберен Берлин
- 2006/07 - Адлер Манхајм
- 2007/08 - ХК Ајсберен Берлин
- 2008/09 - ХК Ајсберен Берлин
- 2009/10 - Хановер Шкорпионс
- 2010/11 - ХК Ајсберен Берлин
- 2011/12 - ХК Ајсберен Берлин